# Pyrrhargiolestes aulicus
Pyrrhargiolestes aulicus is een libellensoort uit de familie van de Argiolestidae, onderorde juffers (Zygoptera).
De wetenschappelijke naam van de soort is voor het eerst geldig gepubliceerd in 1949 als Argiolestes aulicus door Lieftinck.